# ペトロパブロフスク・カムチャツキー包囲戦
ペトロパブロフスク・カムチャツキー包囲戦（ペトロパブロフスク・カムチャツキーほういせん、Siege of Petropavlovsk）は、クリミア戦争の太平洋戦線における主要な戦いである。1854年の8月から9月にかけて、ロシア帝国の極東最大の拠点だったカムチャツカ半島のペトロパブロフスク（当時、沿海州はまだ清領であり、ロシア領ではなかった）に対して、イギリス・フランス連合軍の艦隊が砲撃を浴びせて上陸を敢行しようとした。これに対して、艦船の数でも兵力でも劣るロシア側が防戦に成功し、ロシア側の犠牲者100人ほどに対して英仏連合軍は5倍ほどの犠牲者を出して撤退した。

## 戦力
開戦時、ロシア軍は、東シベリア総督ニコライ・ムラヴィヨフの隷下にカムチャツカ小艦隊を配備しており、このうちペトロパブロフスク付近水域にはフリゲートのアヴローラ（Aurora、44門）と輸送船のドヴィナ（Dvina、12門）が所在していた。このほか、対日開国外交交渉のため、日本及び清の近海水域に遣日全権使節・海軍中将エフィム・プチャーチンの指揮する旗艦フリゲート・パルラーダ（Pallada、52門）、汽走スクーナー・ヴォストーク（Vostok、4門）、コルベット・オリーヴツァ（Olivutsa、20門）及び露米会社武装輸送船・メンシコフ公（Knyaz Menshikov）の4隻の艦隊が来航しており、更に老朽化したパルラーダの代艦として新造フリゲート・ディアナ（Diana、52門）が回航されつつあった。

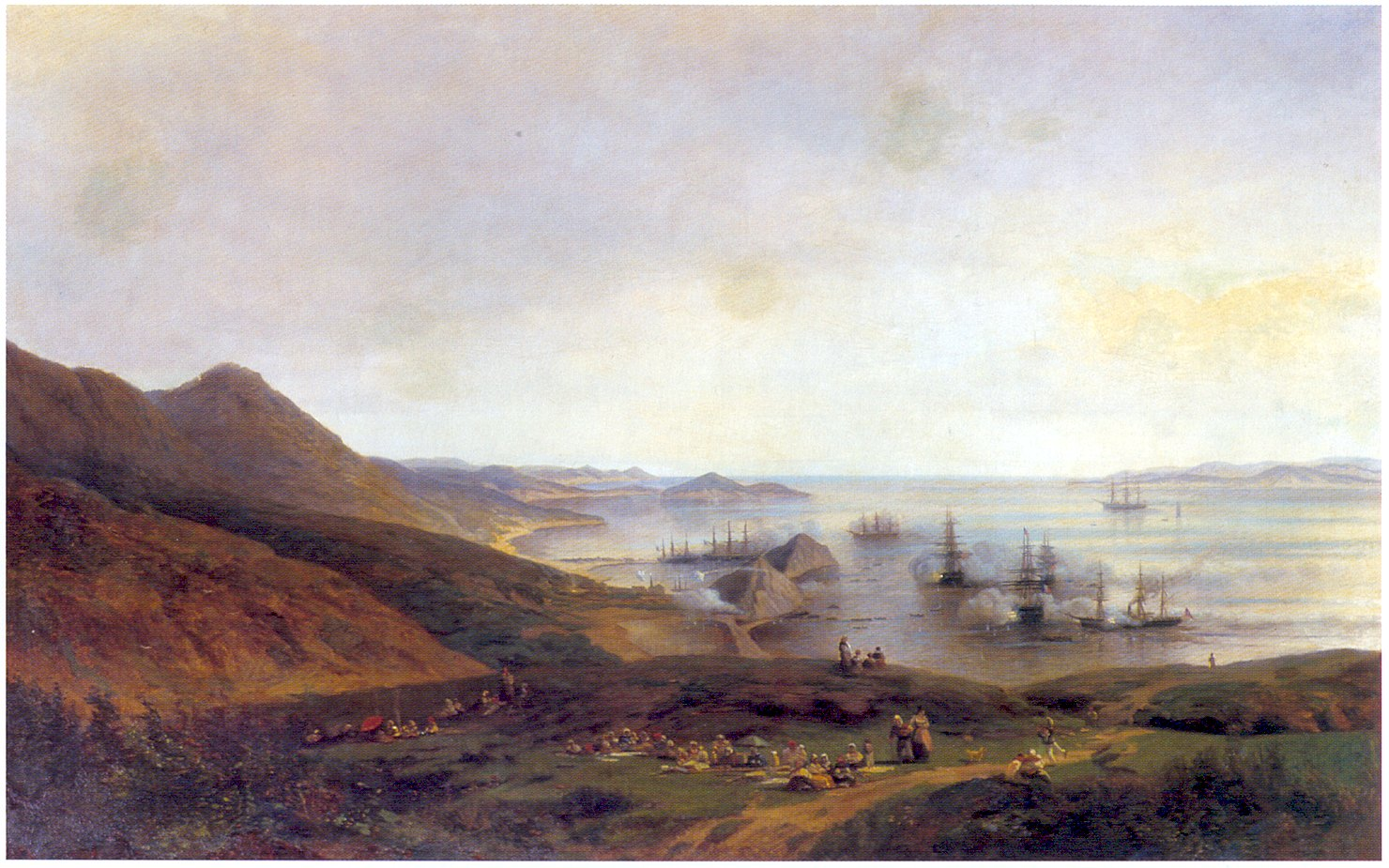
ペトロパブロフスク・カムチャツキー包囲戦

一方、海軍少将デイヴィッド・プライス（David Price）指揮下のイギリス軍太平洋艦隊（Pacific Station）の艦船と、海軍少将オーギュスト・フェヴリエ＝デポワント（Auguste Febvrier-Despointes）率いるフランス軍太平洋艦隊の艦船は、合計9隻（計200門）あった。
ロシア軍側では、1854年6月21日に沿海地方のインペラートルスカヤ湾でムラヴィヨフとプチャーチンの協議が行われ、東シベリア沿岸の防備強化のためプチャーチンの艦隊を解散し、ヴォストークとオリーヴツァは東シベリア総督の、メンシコフ公は露米会社の指揮下にそれぞれ編入。老朽艦パルラーダは、捕獲を避けるため武装解除の上アムール川河口へ送ることが決まった。プチャーチンはパルラーダからディアナに乗り換え、1854年秋に日本へ開国交渉へ向かっている。
その後、パルラーダは喫水の関係でアムール川河口へは到達できず、インペラートルスカヤ湾内に係留（結氷した湾内で越冬の上、1855年夏に同地で自沈）。アヴローラとドヴィナはペトロパブロフスクの港内に避難させ、この二艦がペトロパブロフスクで予測される英仏連合軍の上陸作戦に備えることとなった。
プライスは母港バルパライソから5隻を出撃させ太平洋を横断し、1854年7月にホノルルでファヴリエ＝デポワント率いるフランス艦隊と合流した。アンフィトライト（Amphitrite）、アルテミス（Artémise）、トリンコマリー（Trincomalee）のフリゲート3隻をカリフォルニア沿岸でのロシア艦船に対する警戒へ送り出し、本隊はペトロパブロフスクのロシア艦船と戦うためにカムチャツカ半島に向かった。英仏艦隊は8月28日にカムチャツカに到達した。

## 攻囲戦
攻囲戦は、英仏のフリゲートによる艦隊がアバチャ湾に投錨した1854年8月28日に開始された。これに対しロシア側は、アヴローラとドヴィナの二艦がペトロパブロフスクに避難中であり、海岸砲台の後ろに隠れている状態であった。アヴローラは砲台のある砂嘴の後方に避難していた。

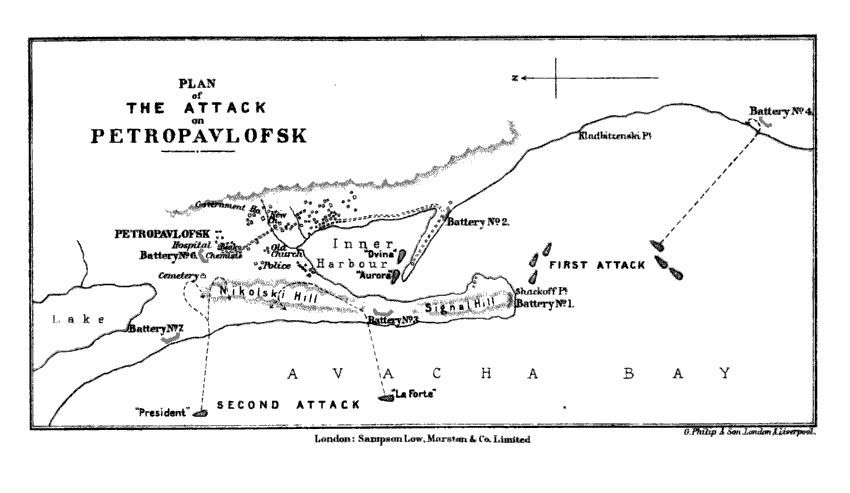
攻囲戦の地図

海軍少将プライスと海軍少将ファヴリエ＝デポワントが率いる連合軍の艦隊は、8月30日にアバチャ湾内のペトロパブロフスクに前進して砲撃を開始した。この艦隊に対し、海軍大佐ヴァシーリー・ザヴォイコ（Vasily Zavoyko）率いるペトロパブロフスク市の守備隊には大砲が67門しかなく苦戦を強いられた。英仏軍は一旦引き揚げ、翌8月31日も砲撃を続けることにしていた。しかし31日の朝、プライスは乗艦内で、自分のピストルで頭を撃っているのが見つかる。自殺か事故かは判然とせず、結局数時間後に死亡した。プライスは礼儀正しい人物だったが優柔不断で、フランス軍との共同行動に苦しみ多くの問題を抱えていた。イギリス軍側の指揮は、ピケ（Pique）の艦長フレデリック・ニコルソン（Frederick Nicolson）が引き継いだ。
ペトロパブロフスクの守備隊はわずか1,000人余りで、この中には湾内に逃れた2隻の艦船の乗組員も含まれていた。英仏軍は湾内への上陸をプライスの死後しばらく延期したが、いよいよ実行に移すため再度アバチャ湾内に艦隊を侵入させた。9月4日、英軍のバーリッジ（Burridge）と仏軍のデ・ラ・グランディエール（de La Grandiere）率いる水兵などからなる700人の陸戦隊が湾内に上陸しペトロパブロフスク市街への突入を狙ったが、待ち伏せしていたロシア兵との激しい戦闘の後、退却を強いられた。英軍の死傷者は107人、仏軍の死傷者は101人に達した。これとは別に970人の英仏連合軍がペトロパブロフスクの西に上陸したが、360人ほどのロシア軍により退却させられている。
結局英仏連合軍はペトロパブロフスク占領を諦めて9月7日に撤退したが、ロシア軍の小さなスクーナー・アナディリと輸送船シトカ（10門）を捕獲して帰った。

## その後

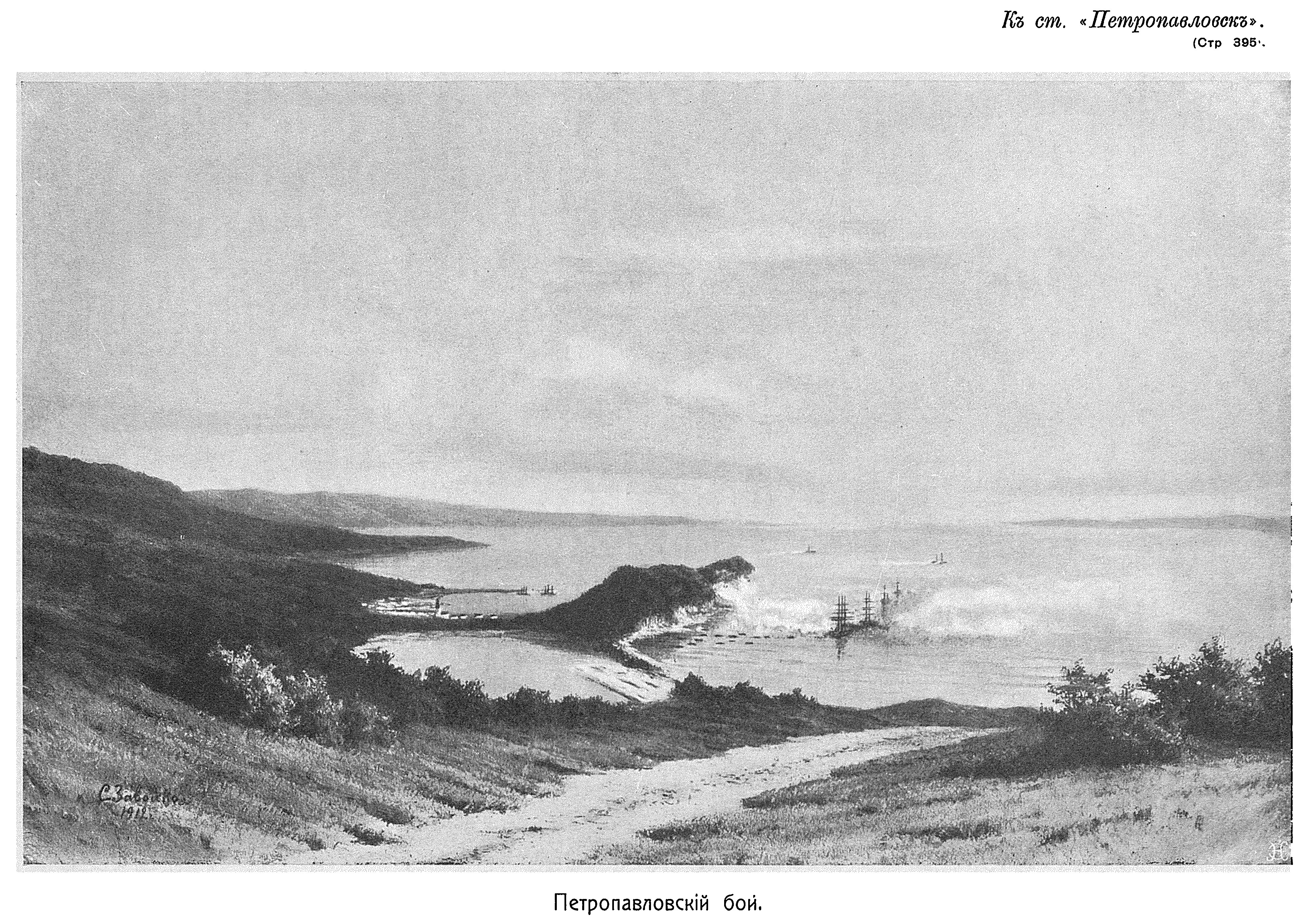
ペトロパブロフスク・カムチャツキー包囲戦

この戦いの勝利については、イルクーツクにいた東シベリア総督のニコライ・ムラヴィヨフに伝えられ、さらにシベリアを横断して首都サンクトペテルブルクへも朗報として届けられた。
しかしニコライ・ムラヴィヨフは、遠隔地で補給もままならないペトロパブロフスクの防衛の不利を鑑み、守備隊員の撤退を決断した。決定はイルクーツクから厳冬のシベリアおよびオホーツク海を越えて1855年3月にカムチャツカまで届けられた。1855年4月、ヴァシーリー・ザヴォイコ率いる守備隊と市民は雪に閉ざされたペトロパブロフスクを脱出し、英仏軍に見つかることのない濃霧の中、デ＝カストリ湾のデ＝カストリへとオホーツク海を横断し、アムール河口のニコラエフスクに到達した。
この後、5月21日に、日本での外交交渉を終えたエフィム・プチャーチンが、ヘダでペトロパブロフスクに到着した。日本にいたプチャーチンには英仏軍の当地攻撃の情報が伝えられていなかったが、残留していた哨兵から戦闘の発生と守備隊の撤退を知らされたため、プチャーチンは直ちにペトロパブロフスクを出港。途中でイギリス艦に発見されるが濃霧を利用して追跡を振り切り、6月20日にニコラエフスクに到着している。
1855年5月に英仏連合艦隊は再度ペトロパブロフスクを攻めたがもはや無人であった。その後カムチャツカを拠点にロシア軍艦船の捜索を行ったが、全く実りがないままだった。この後、イギリスはカムチャツカの領有を模索することも、カムチャツカに攻撃を行うこともなかった。

## 英仏側の艦船
この攻撃に加わった艦船は以下のとおりである。
- イギリス太平洋艦隊（デイヴィッド・プライス指揮）
  - HMS President（プレジデント）、旗艦、フリゲート、50門　艦長: Captain Richard Burridge
  - HMS Pique（ピケ）、5等艦フリゲート、40門、艦長: Captain Sir Frederick William Erskine Nicolson, Bart.,
  - HMS Virago（ヴィラーゴ）、外輪船、6門、艦長: Commander Edward Marshall
- フランス太平洋艦隊（オーギュスト・フェヴリエ＝デポワント）
  - Forte（フォルテ）、旗艦、60門
  - Eurydice（エウリディース）、30門
  - Obligado（オブリガド）、18門

以下の艦船は艦隊の一部だが、カムチャツカ攻撃には加わらなかった。
- イギリス太平洋艦隊
  - HMS Trincomalee（トリンコマリー）、レダ級フリゲート、24門、艦長: Captain Wallace Houstoun
  - HMS Amphitrite（アンフィトライト）、レダ級フリゲート、24門、艦長: Captain Charles Frederick
- フランス太平洋艦隊
  - Artémise（アルテミス）、30門